# Andrija Popović
Andrija Popović (in cirillico: Андрија Поповић?; Cattaro, 22 settembre 1959) è un ex pallanuotista e politico montenegrino, vincitore di una medaglia d'oro alle olimpiadi di Los Angeles 1984 e di una medaglia d'oro mondiale a Madrid 1986. Con il Mladost vinse due edizioni della Coppa dei Campioni e numerosi titoli nazionali. 